# La Rouaudière
La Rouaudière es una comuna francesa situada en el departamento de Mayenne, en la región de Países del Loira.

## Demografía
| 468 | 463 | 381 | 337 | 306 | 333 | 311 |
| Para los censos de 1962 a 1999 la población legal corresponde a la población sin duplicidades (Fuente: INSEE [Consultar]) |     |     |     |     |     |     |